# Tour de potier
Pour les articles homonymes, voir tour.

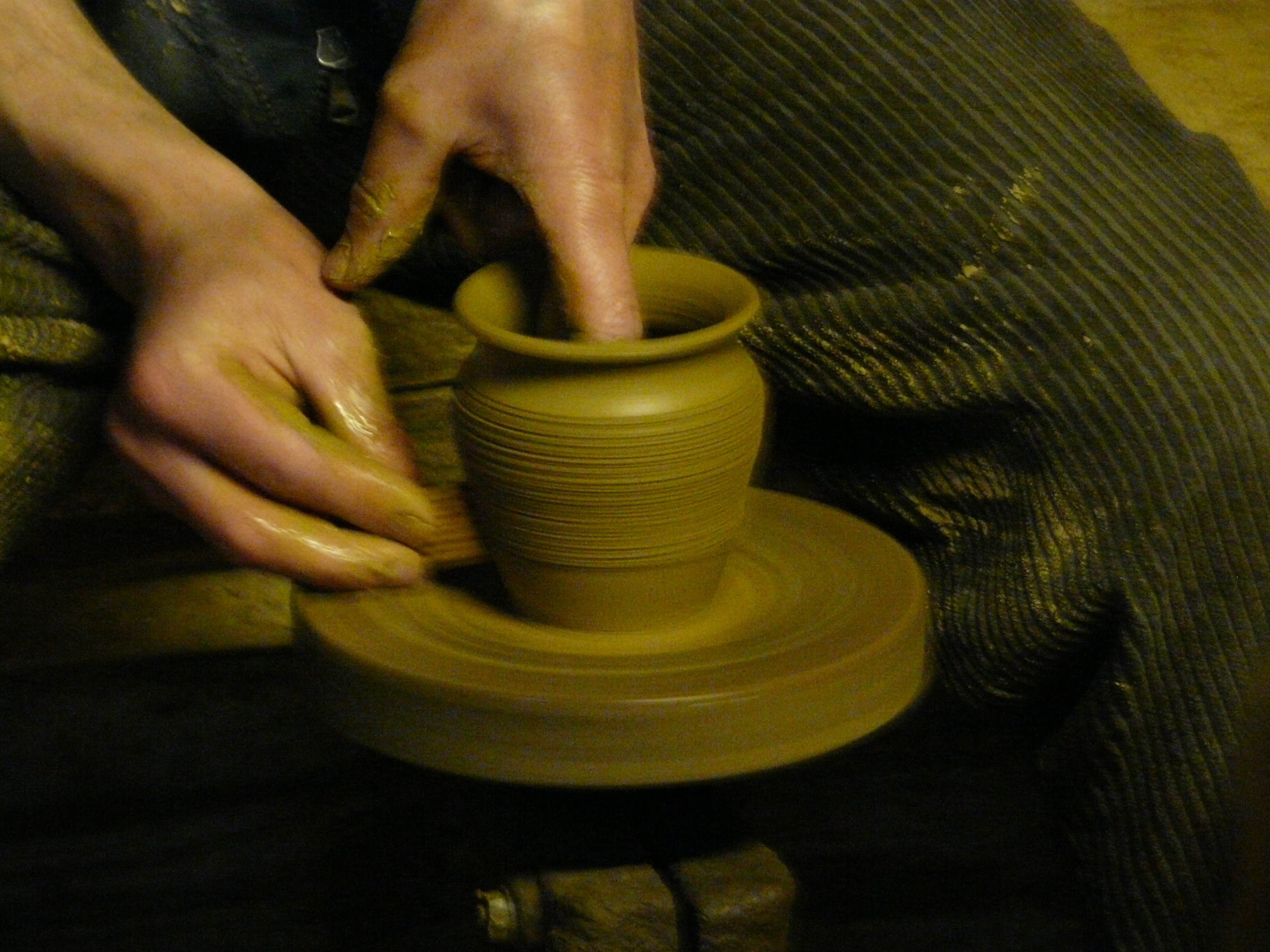
Potier utilisant un tour de potier pour réaliser un pot.

Un tour de potier est, dans le domaine de la poterie, une machine utilisée dans la création de céramiques aux profils arrondis.

## Historique

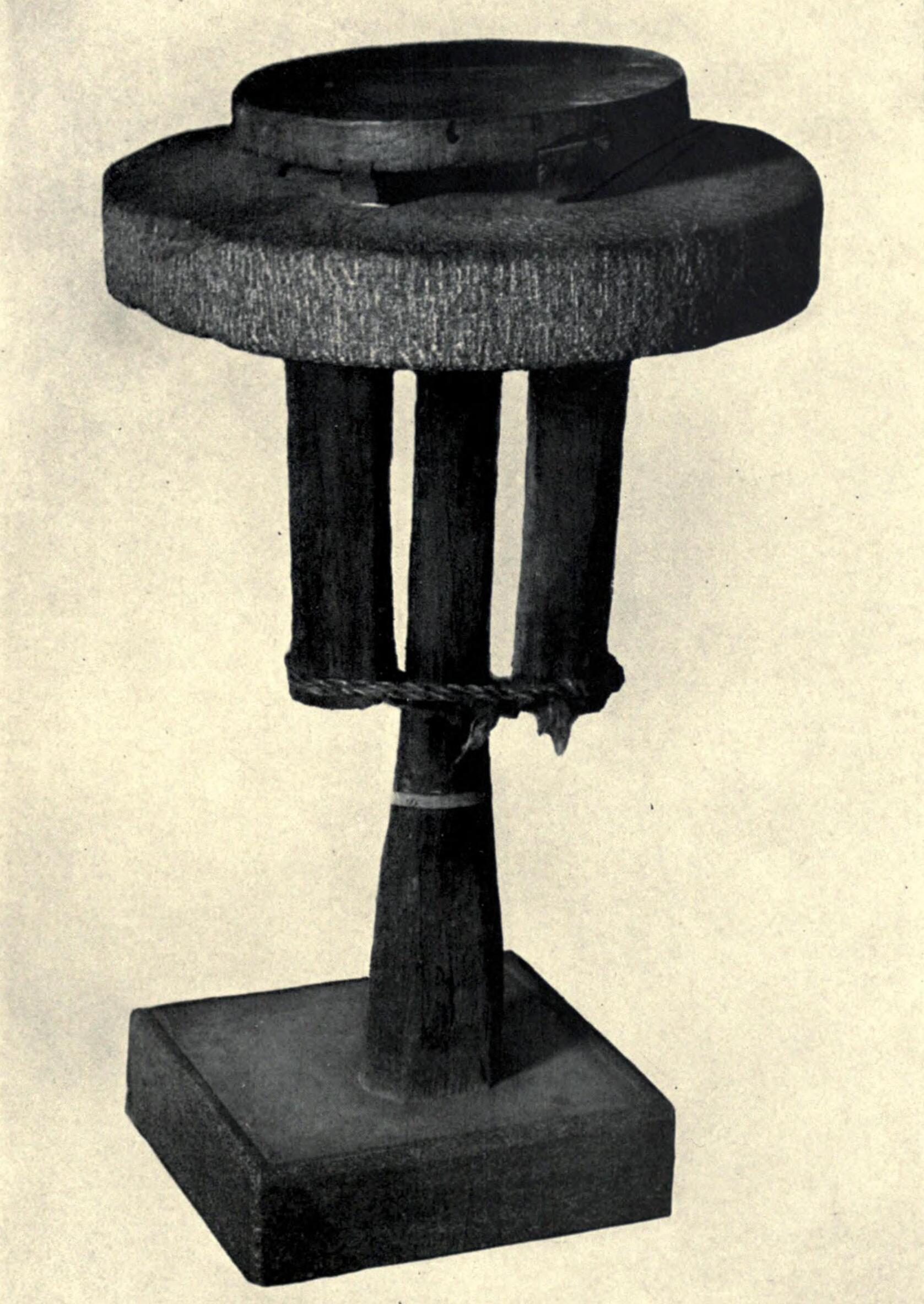
Tour à entraînement à la main (Chine, début de la porcelaine)

### Origine
La tournette, ou tour lent, apparaît en Chine sur le cours moyen du Fleuve Jaune vers 4 800 à 3 600 av. J.-C. (culture de Yangshao). 
L'usage du tour rapide (100 rotations par minute) est attesté à Suse et à Uruk (Élam, Mésopotamie) vers 3 500 à 3 000 av. J.-C. ; il apparaîtrait dans la culture de Longshan entre 3 000 et 2 000 ans av. J.-C.. Il est aussi attesté au cours de la période thinite (v.3 150 – v.2 700 AEC), en Égypte. La plus ancienne pièce de tour connue est un volant de tour, disque d'argile de 75 cm de diamètre, trouvé à Ur (Mésopotamie) près d'un atelier de potier. Une tombe de la ville d'Uruk a livré un second tour.
Pour le IIe millénaire, la Crète de l'âge du bronze a livré de nombreux éléments de tour.

#### Les plus anciennes représentations de tours
Peintures
La tombe de Ti à Saqqarah (Egypte), datée de 2 500 av. J.-C., est ornée de la plus ancienne représentation picturale d'un tour : un potier façonne la lèvre d'un pot de la main gauche pendant que sa main droite fait tourner le tour.
Une tombe de Beni-Hassan (environ 1 900 av. J.-C.) a une fresque représentant quatre potiers au travail : deux potiers, ayant chacun façonné un bol au sommet de la balle d'argile sur leurs tours, sont en train de détacher ces bols de leur balle ; et deux autres potiers sont en train d'achever de tourner leurs vases. Tous actionnent leurs tours de la main gauche.
Une peinture dans la tombe de Ken-Amun à Thèbes (vers 1 450 av. J.-C.), montre une grosse pièce en cours de façonnage ; le volant du tour, plus large, est actionné par un aide agenouillé devant le potier.
Sculptures
Une statuette égyptienne en pierre calcaire représente un potier accroupi devant son tour ; il active le tour de la main gauche et façonne un vase de la droite ; trois balles d'argile figurent à côté du tour.
Une sculpture en bois montre un potier en train de monter un vase ; le tour est actionné par un aide.
Ces deux statuettes montrent clairement des tours avec un manchon planté sur un axe.

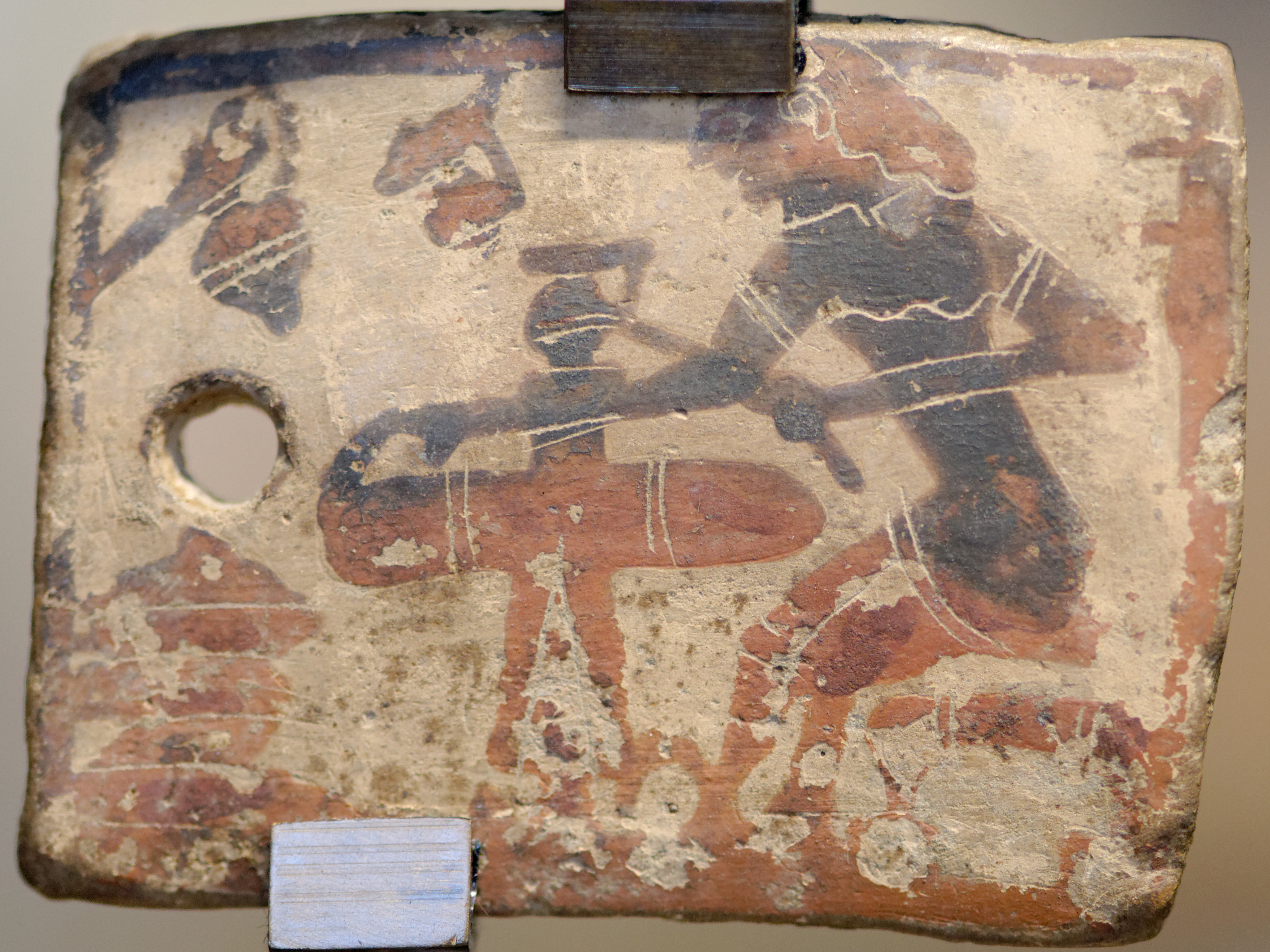
Potier à son tour, plaque corinthienne de Penteskouphia, v. 575-550 av. J.-C.
Musée du Louvre

### Antiquité
La période grecque a fourni de nombreuses représentations de tours. L'une des célèbres plaquettes votives du sanctuaire de Penteskouphia, près de Corinthe (Grèce) est remarquablement explicite : l'axe fixe du tour est bien visible, terminé en pointe et surmonté d'un manchon. Le potier tient un instrument allongé avec lequel il semble tournasser un vase.
À l'époque romaine, le tour à pied n'existe pas encore dans le monde romain ni dans le monde grec. Les tours en usage sont les tours à main ou les tours au bâton.
Les traces archéologiques de tours dans l'Antiquité sont rares ; on en trouve à Sallèles-d'Aude (Aude), Chapeau Rouge (Lyon), Beaumont-sur-Oise (Val-d'Oise), Beuvraignes (Somme), La Boissière-École (Yvelines). Ils sont installés dans des fosses présentant au centre une dépression dans laquelle est fixé l'axe du tour, calé avec des pierres. Les fosses peuvent être circulaires ou bien tendre vers une forme quadrangulaire. Leur fond se trouve généralement tapissé d'argile.

## Tour à main, tour au bâton
La technologie simplifiée du tour à main n'empêche pas la production de grosses pièces ou la fabrication en série.

« Le tour à main ordinaire, en Chine ou au Japon, possède une large et lourde girelle en bois portant quatre entailles près de la circonférence. Lorsque l'élan se ralentit, le tourneur insère adroitement une courte baguette dans l'une de ces entailles et entraîne vigoureusement la girelle, répétant son mouvement environ six fois. Cet élan dure assez longtemps pour tourner une petite pièce, mais doit être constamment renouvelé pour le façonnage d'une grande. »

— Bernard Leach, Le livre du potier (trad. Bernadette Lhôte & Mathilde Bellaigue), Dessain et Tolra, 1974. Cité dans Desbat et al.   2000, p. 27.
Les tours peuvent être à axe fixe : la rotation s'effectue au sommet de l'axe et la girelle n’est pas solidaire de l'axe; ou à axe mobile, avec la rotation s'effectuant depuis la base de l'axe.

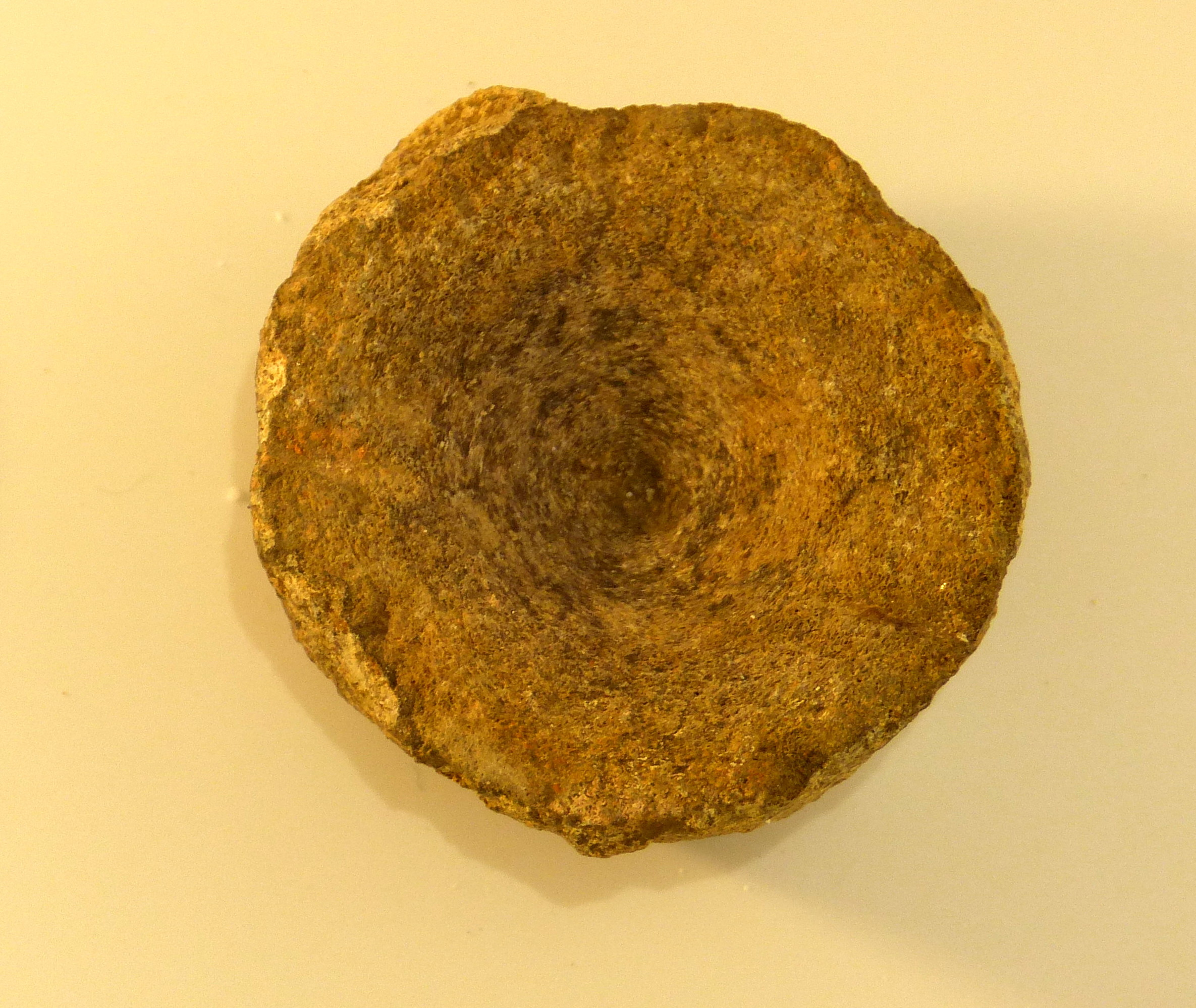
Pierre de pivot d'un tour antique (Weiltingen, Bavière)
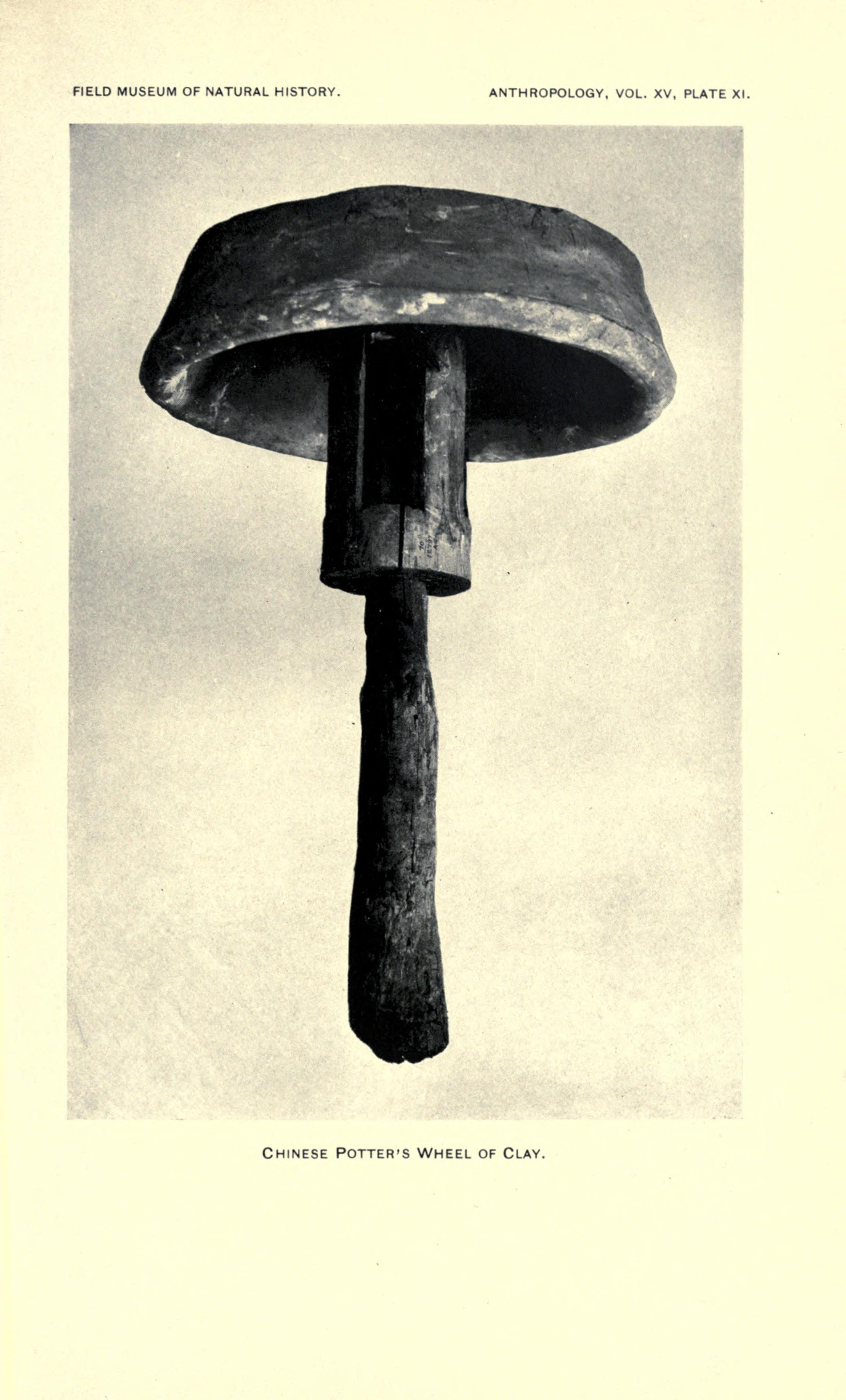
Tour à axe fixe (Chine)
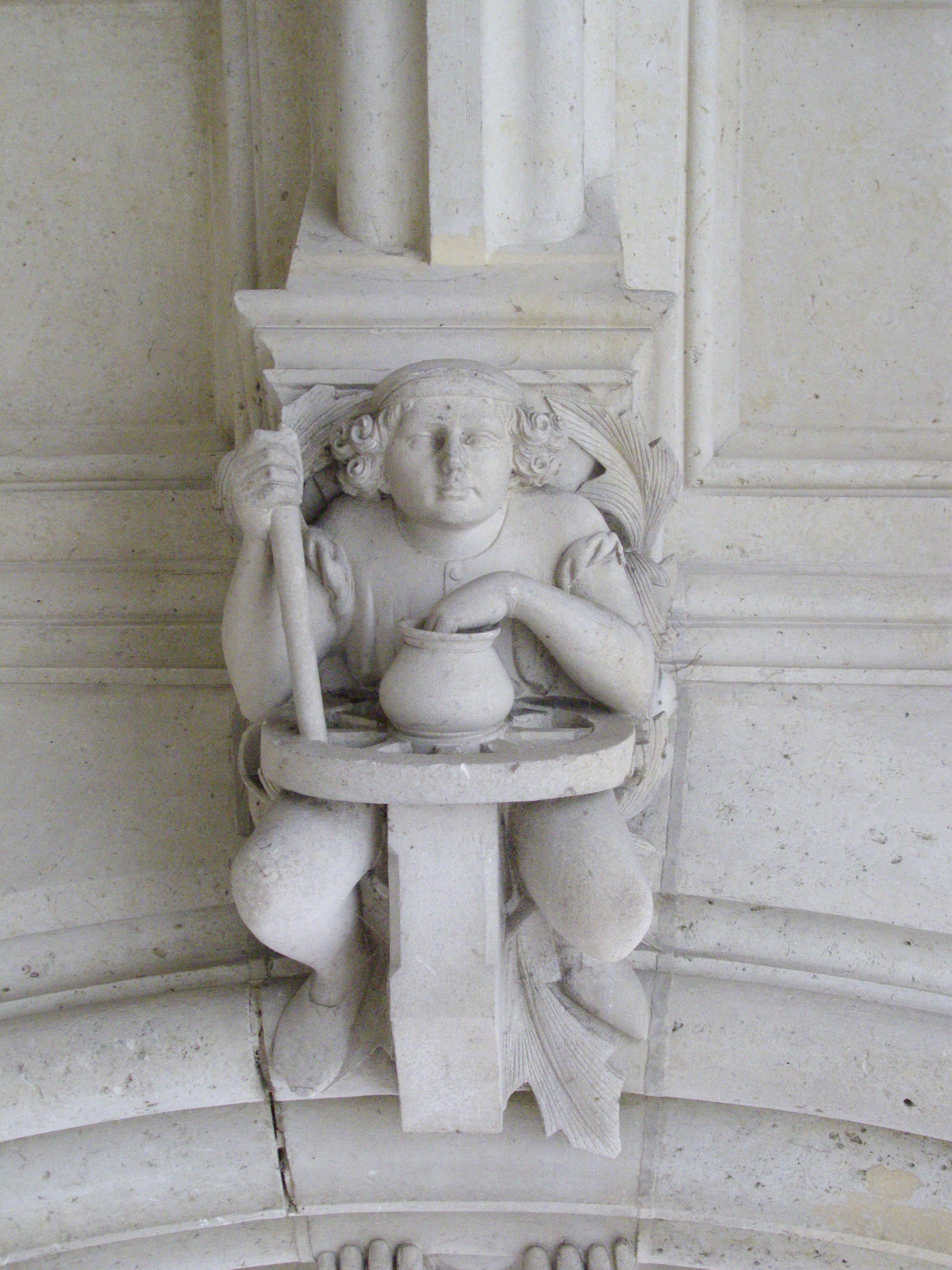
Tour au bâton, sculpture du château de Pierrefonds, Oise

## Tournassage
Le tour sert également au tournassage, le cas échéant - pas nécessairement pour toutes les pièces tournées. Dans ce cas, une fois la pièce ébauchée, elle subit un séchage partiel jusqu'à consistance dite « du cuir ». Puis elle est retravaillée au tour pour amincir les parois, créer des moulures ou creuser les pieds des vases à l'aide d'un instrument tranchant appelé le tournassin ; c'est le tournassage, opération très délicate pour les céramiques à parois fines.
Pour tournasser un fond de pot, la pièce est placée à l'envers sur le tour et calée avec un « mandrin » d'argile ou une collerette tronconique. On a retrouvé des collerettes en terre cuite sur le site de l'atelier du Chapeau Rouge à Lyon, dont une associée avec un gobelet en céramique de type « coquille d’œuf » (à parois très fines).

## Galerie

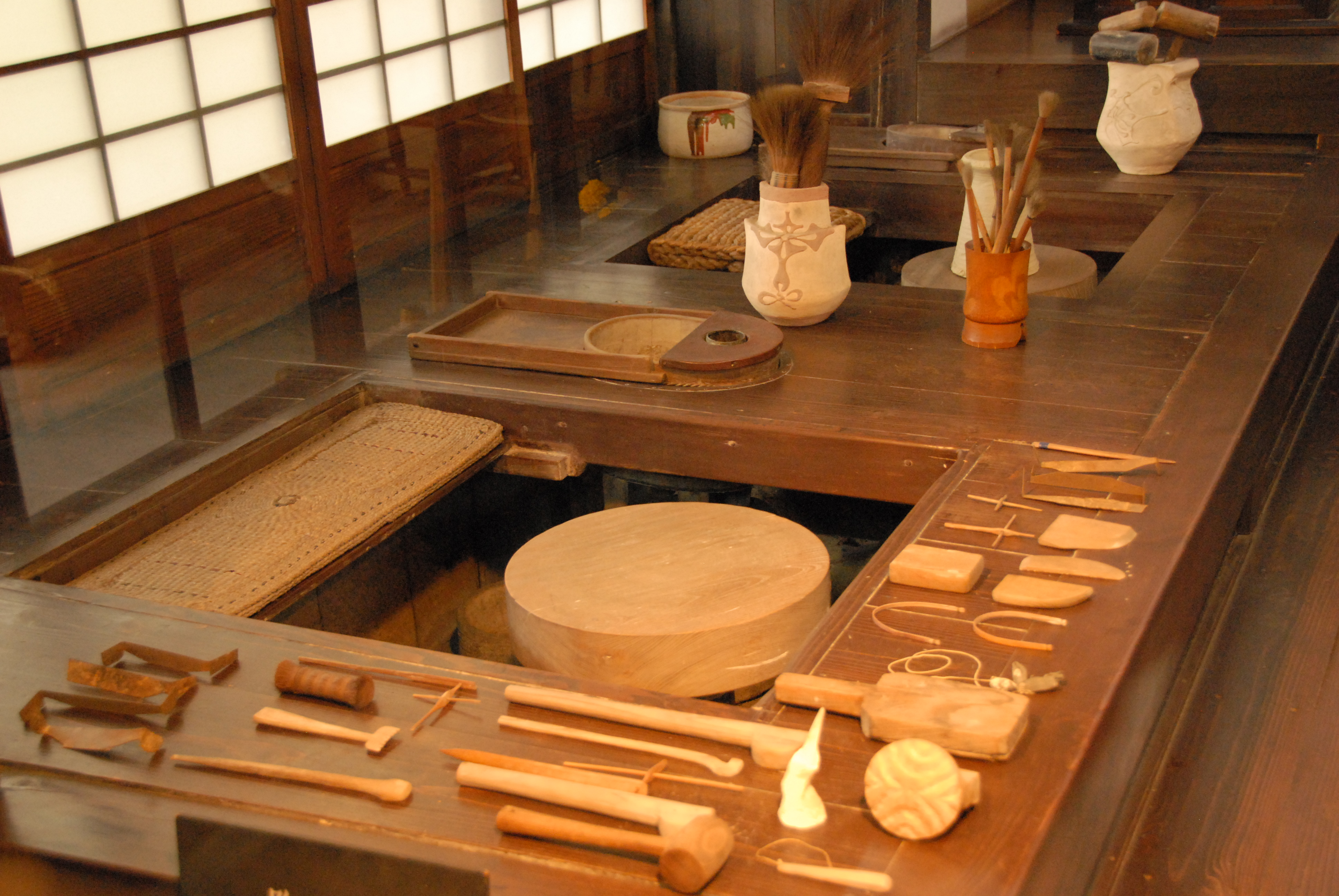
Banc de tour, Japon
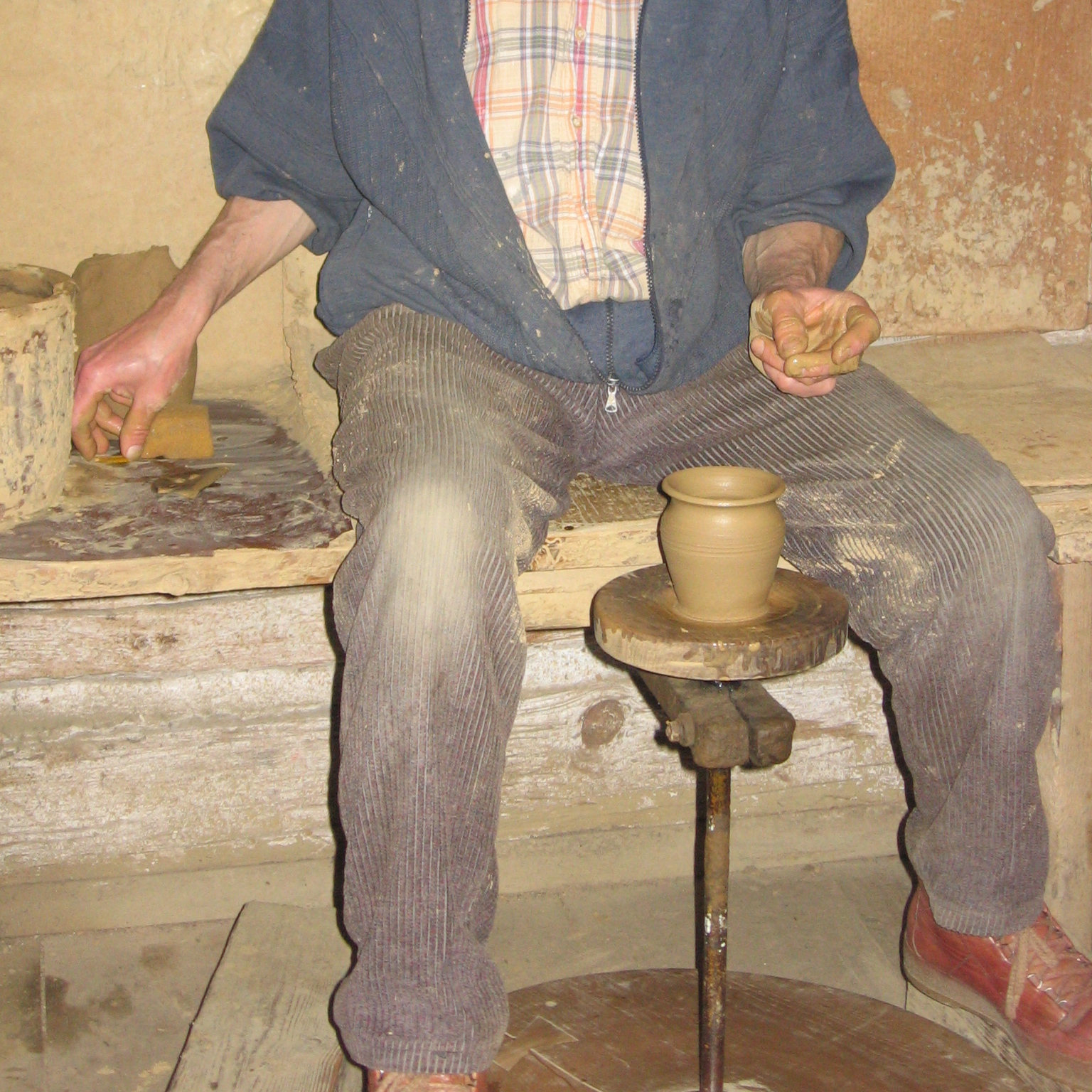
Tour à entraînement par le pied
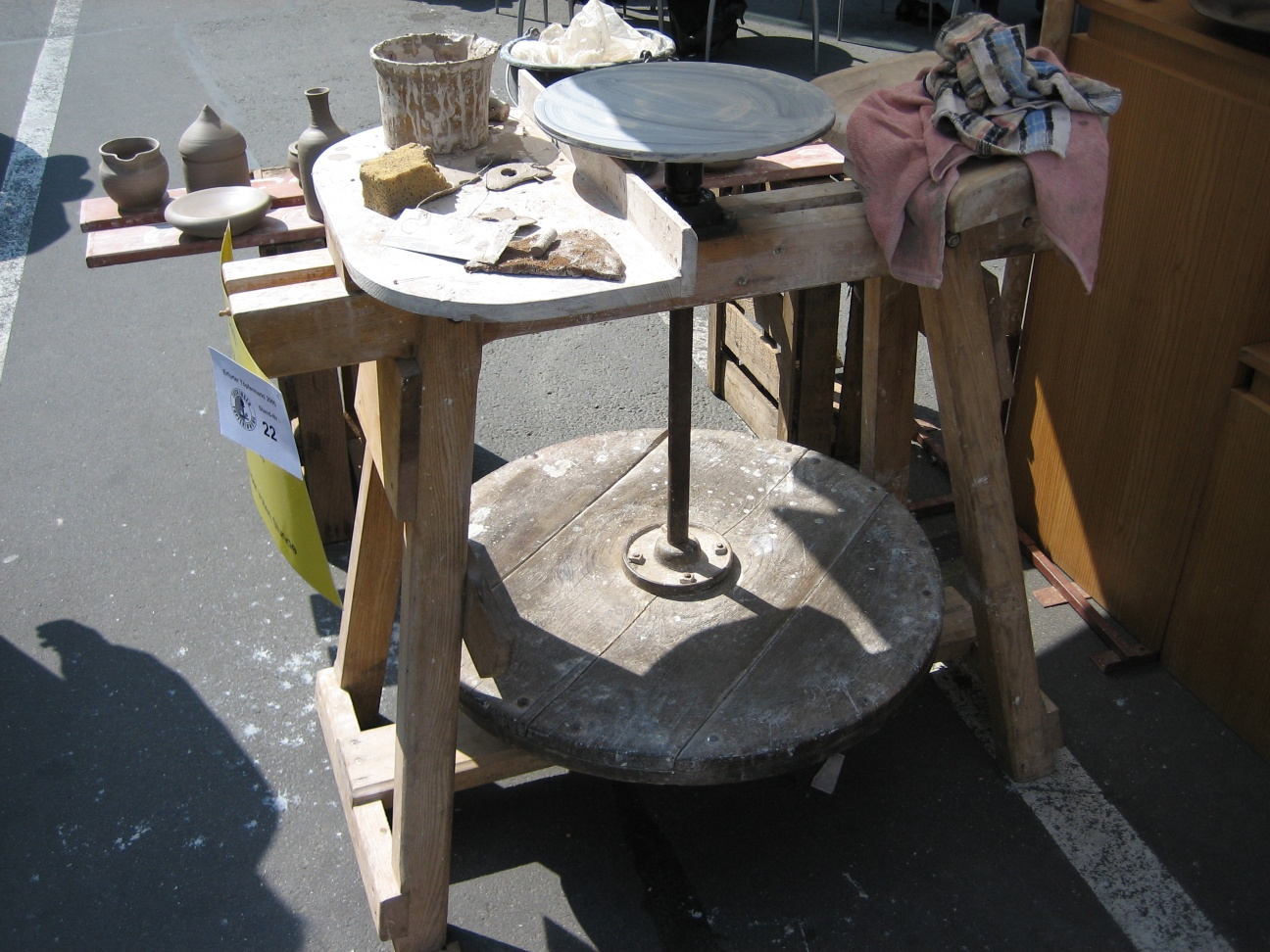
Tour à entraînement par le pied
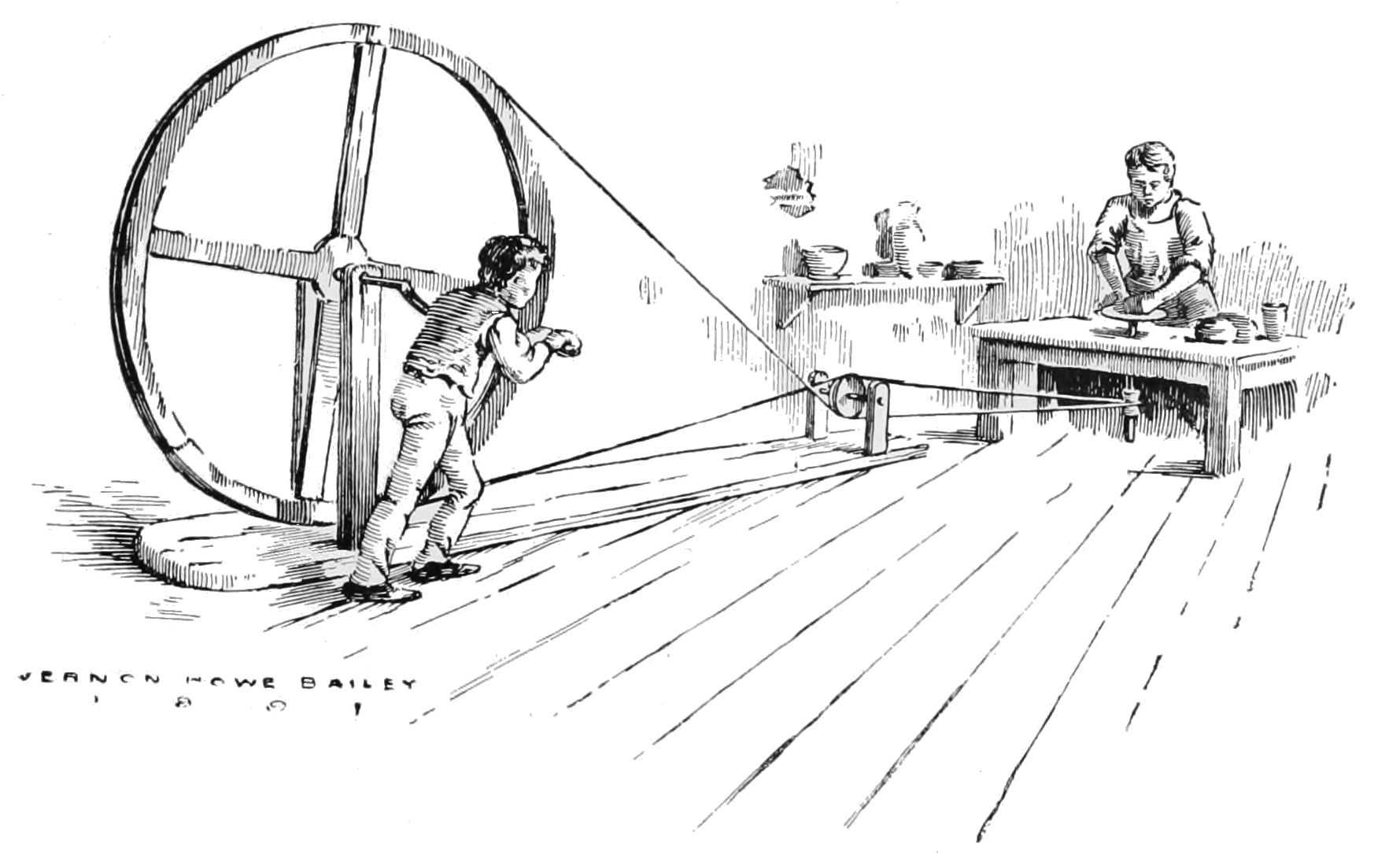

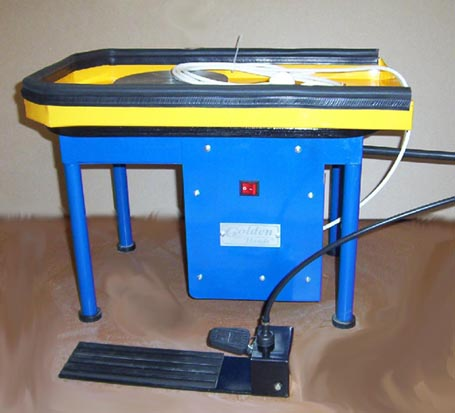
Tour moderne sur pied
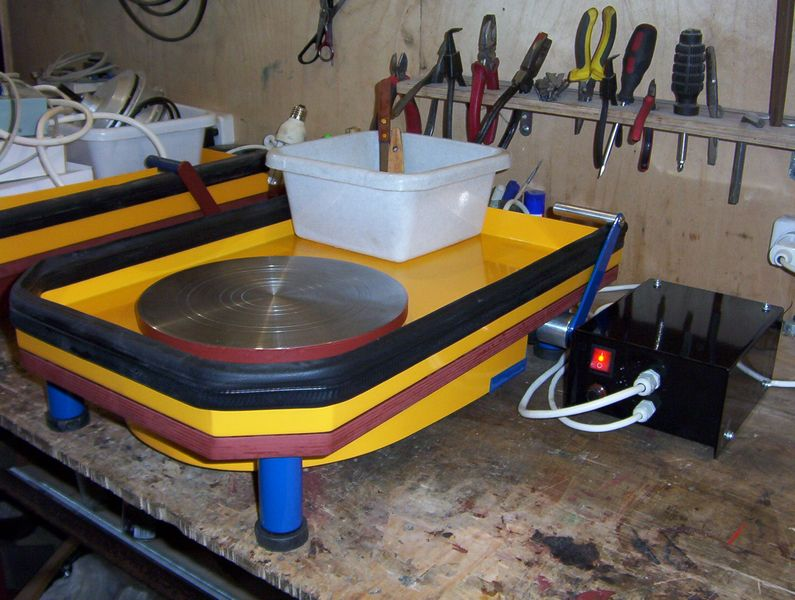
Tour moderne sur table
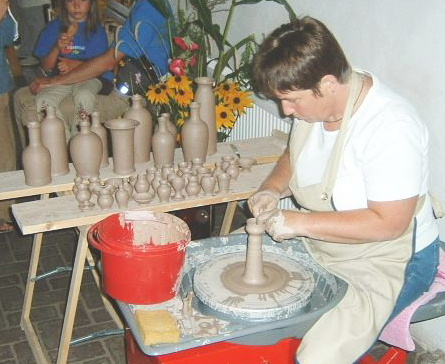
Tour à entraînement motorisé, avec banc intégré à l'unité

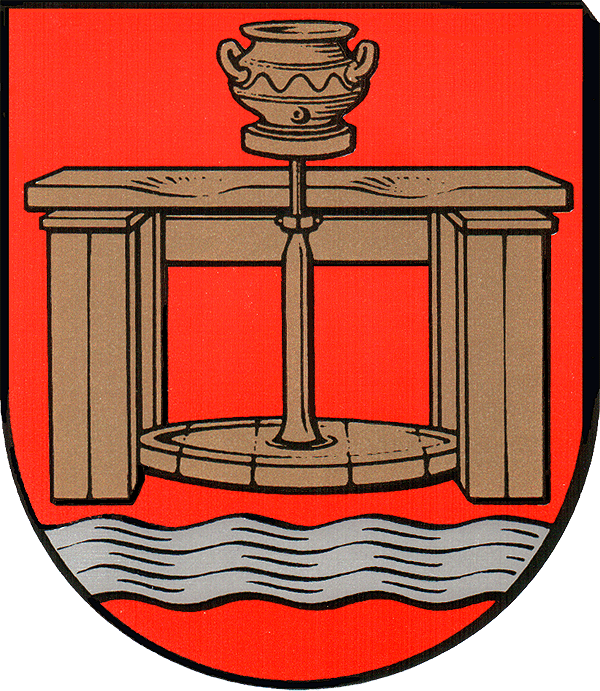
Blason de la ville d'Oberode, Münden, All.